# The Expendables
The Expendables (engl. „die Entbehrlichen“) ist ein Ensemble-Actionfilm, bei dem Sylvester Stallone Regie führte und zusammen mit Dave Callaham das Drehbuch schrieb. Der Film zollt den Actionfilmen der 1980er und 1990er Jahre Tribut und hat eine Reihe bekannter Schauspieler dieses Genres in den Hauptrollen. Dazu gehören Dolph Lundgren, Mickey Rourke, Jet Li und Jason Statham. Außerdem haben Arnold Schwarzenegger und Bruce Willis Kurzauftritte.

## Handlung
Nachdem die Söldnergruppe um Barney „The Schizo“ Ross erfolgreich Geiseln von einem geenterten Schiff im Golf von Aden befreit hat, bekommt Ross von einem gewissen „Mr. Church“ einen neuen Auftrag: Er soll mit seiner Gruppe von Söldnern, den „Expendables“, die kleine Insel Vilena von der dortigen Militärdiktatur befreien.
Ross und Lee Christmas kundschaften die Insel als Späher aus. Sie lernen dabei Sandra, die Tochter des dort herrschenden Generals Garza, kennen, die gegen die Diktatur ihres Vaters kämpft. Als sie auf dessen Männer treffen, müssen sie Hals über Kopf fliehen. Sandra entscheidet sich dabei, auf der Insel zu bleiben.
Es stellt sich bald heraus, dass Garza nur ein Strohmann von James Munroe, einem Ex-CIA-Agenten, ist. Dieser will durch Garza über die Insel herrschen und Kokain anbauen. Die Expendables finden außerdem heraus, dass der Auftrag, Garza zu stürzen, von der CIA kommt, die so wieder die Kontrolle über die Insel und das Kokain bekommen will. Weil die Söldnertruppe dabei als Bauernopfer sterben soll, entscheiden sich die Söldner gegen den Auftrag.
Von Gewissensbissen geplagt, macht Ross sich allerdings wieder auf, um wenigstens Sandra zu retten. Sein Söldnerteam unterstützt ihn dabei. Währenddessen kommt es zur Eskalation zwischen Garza und Munroe, woraufhin Munroe Garza erschießt. Nach einem schweren Kampf können die „Expendables“ um Barney das Militärregime sowie Munroe besiegen.

## Unterschiedliche Versionen
Für die Heimkinoauswertung wurde neben der Kinofassung eine um fünf Minuten gekürzte Version angefertigt, die eine Freigabe ab 16 erhalten hat.
Nachdem Stallone im Jahr 2010 einen Director’s Cut angekündigt hatte, dauerte es bis zum 31. Mai 2011, bis diese Version erstmals zu sehen war. Im US-amerikanischen Fernsehen hatte sie ihre Premiere.
In Deutschland erschien diese Version mit zehn Minuten mehr Laufzeit am 22. Februar 2012 auf Blu-Ray und DVD.
Der Extended Director’s Cut ist ein „echter“ Director’s Cut und wurde von Sylvester Stallone erstellt und stellt seine persönlich bevorzugte Fassung des Films dar. Die Version beinhaltet neben zusätzlichen Handlungsszenen auch alternatives Bildmaterial und teilweise eine andere Schnittreihenfolge. Musikalisch wurde der Director’s Cut durch Sully Erna mit dem Lied Sinner’s Prayer ergänzt. Ebenso steuerte Shinedown den Song Diamond Eyes bei.

## Produktion

### Drehbuch
Die eigentliche Storyidee zum Film stammte von dem US-amerikanischen Drehbuchautor Dave Callaham, der ein Skript für einen Söldner-Actionfilm schrieb, damals unter dem Titel Barrow. Sylvester Stallone wollte einen mit Actionstars gespickten Ensemble-Film drehen und adaptierte das Skript von Barrow mit dem neuen Titel The Expendables.

### Casting

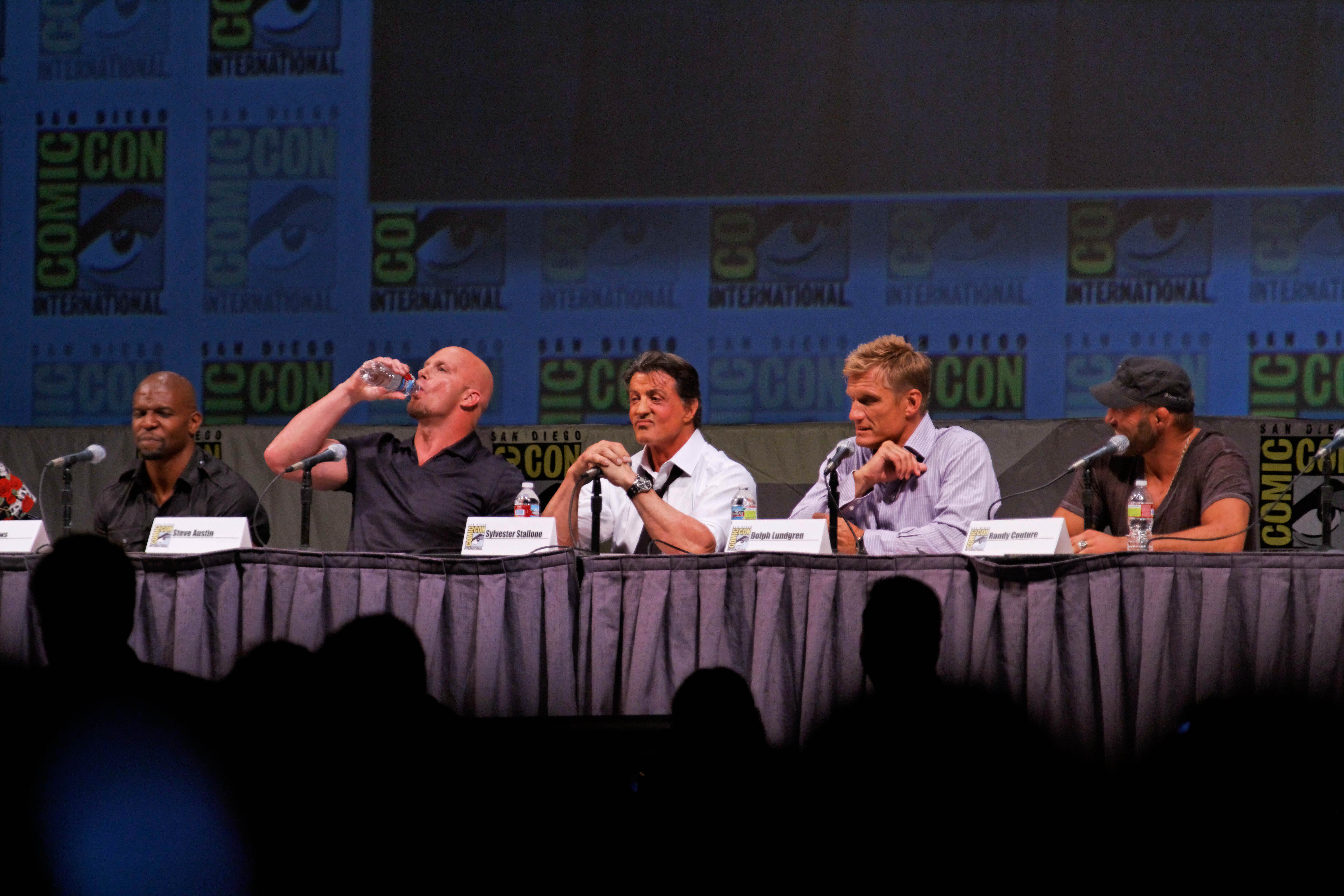
Einige der Darsteller während einer Promotion-Pressekonferenz, Mitte: Sylvester Stallone, San Diego 2010

Stallone bot Jean-Claude Van Damme eine Rolle an, aber Van Damme lehnte ab, da er in seiner Rolle keine Substanz sah und das von Stallone präsentierte Konzept anzweifelte; seiner Meinung nach sollte Stallone besser als Retter in South Central auftreten. Letztlich wurde diese Rolle mit Dolph Lundgren besetzt.
Die Figur des Hale Caesar sollte ursprünglich mit dem Co-Star und Bösewicht aus Stallones Demolition Man, Wesley Snipes, besetzt werden. Die Rolle wurde dann für Forest Whitaker umgeschrieben, der aber wegen Terminschwierigkeiten durch 50 Cent ersetzt wurde. Später erhielt der frühere NFL-Spieler Terry Crews den Job.
Wegen negativer Erfahrungen mit Produzent Avi Lerner lehnte Steven Seagal einen angebotenen Cameo-Auftritt ab.
Bis Mai 2009 wurde das Skript häufiger umgeschrieben, dabei wurde auch Liam Hemsworths Rolle entfernt.
Die Rolle des Mr. Church, der die Expendables anheuert, wurde zuerst Schwarzenegger angeboten. Dieser lehnte aber, wegen seiner politischen Karriere und zugunsten eines kleineren Cameo-Auftritts, ab. Danach wurde die Rolle Kurt Russell angeboten, dessen Agent aber antwortete, dass Russell derzeit nicht an Ensemble-Schauspielerei interessiert sei. Stallone brauchte mehrere Monate, bis er nach den Dreharbeiten einen Schauspieler für die Rolle fand. Gerüchte deuteten an, dass die Rolle Stallones Freund Bruce Willis angeboten wurde, der allerdings mit Cop Out beschäftigt war. Im August 2009 wurde die Besetzung Willis’ bestätigt.

### Dreharbeiten
Gedreht wurde ab dem 28. März unter anderem in Rio de Janeiro, Mangaratiba, Niterói, Guanabara-Bucht, Colônia Juliano Moreira und Parque Lage. Nach einer Unterbrechung der Dreharbeiten vom 25. April bis 11. Mai wurde in Elmwood, Louisiana und Downtown New Orleans im French Quarter sowie der St. Peters Street, Fort Mccomb, Claiborne Avenue und auf der Interstate 10 weitergedreht.
Die Dreharbeiten endeten offiziell am 1. Juli 2009. Am 26. Oktober 2009 jedoch wurde die gemeinsame Szene von Bruce Willis, Arnold Schwarzenegger und Sylvester Stallone in der Hollywood Presbyterian Church in Los Angeles nachgedreht. Dies ist das erste Mal, dass alle drei zusammen in derselben Szene zu sehen sind.

### Musik
Brian Tyler komponierte die Musik zum Film. Tyler arbeitete bereits 2008 mit Stallone an John Rambo. Sully Erna aus der Band Godsmack schrieb für den Film ein Lied namens Sinner’s Prayer. Dieses ist kurz im offiziellen Trailer zu hören. Die Hard-Rock-Band Shinedown steuert auch ein extra für den Film geschriebenes Lied (Diamond Eyes (Boom-Lay Boom-Lay Boom)) bei, das auch im Trailer zu hören ist und am 22. Juni 2010 veröffentlicht wurde. Während des Abspanns ist eine Version von Thin Lizzys The Boys Are Back in Town zu hören. Weitere Hard-Rock-Songs im Film sind Keep on Chooglin und Born on the Bayou von Creedence Clearwater Revival, Keep Your Hands to Yourself von The Georgia Satellites und Mississippi Queen von Mountain.
Die Filmmusik wurde am 10. August 2010 veröffentlicht und enthält folgende Stücke:
| 01. The Expendables 02. Aerial 03. Ravens and Skulls 04. Lee and Lacy 05. Massive 06. The Gulf of Aden 07. Lifeline 08. Confession 09. Royal Rumble 10. Scanning The Enemy | 11. The Contact 12. Surveillance 13. Warriors 14. Trinity 15. Waterboard 16. Losing His Mind 17. Take Your Money 18. Giant With a Shotgun 19. Time to Leave 20. Mayhem and Finale |

## Sonstiges
- Sylvester Stallone zog sich während der Dreharbeiten einen von Steve Austin verursachten Haarriss eines Halswirbels zu, weswegen ihm eine Metallplatte in den Nackenwirbelbereich eingesetzt werden musste. Dies ist seine zweite schwere Verletzung, nachdem ihm Dolph Lundgren bei den Dreharbeiten zu Rocky IV den Brustkorb eingedrückt hatte. Da aber viele Fans glaubten, dies sei nur ein Promotion-Trick für den Film, veröffentlichte Sylvester Stallone die entsprechenden Röntgenbilder im Internet.
- Am 2. Juni übergab West Coast Customs drei gleiche, individuell veränderte 1955er Ford F100 Trucks an Sylvester Stallone für den Film. Ein Truck wurde dabei für einen Stunt benutzt, ein anderer für den Blue Screen, und der letzte verblieb in Stallones privatem Besitz.
- Ein Comic wurde als Prequel zum Film von Dynamite Entertainment im Mai 2010 veröffentlicht. Der Comic wurde von Chuck Dixon geschrieben und von Esteve Polls illustriert. Das Cover stammt von Lucio Parillo. Der Comic handelt von der Nigeriamission der Expendables.
- 2013 erschien unter dem Titel This Ain’t The Expendables XXX eine Porno-Parodie.

## Rezeption
The Expendables wurde mit gemischten Gefühlen von den Kritikern aufgenommen. Cinema sah „ohne Computereffekte und inszenatorische Höhenflüge“ eine Verneigung Stallones „vor dem Testosteronkino der Videokassettenära.“ Jedoch wurde kritisiert, dass Stallone „bierernst hechtet, schlägt und schießt […] ohne dabei seinen Rentnerstatus […] ironisch zu brechen.“
Der Filmdienst sah einen „als Referenz ans Actionkino der 1980er-Jahre“ gedachten Film, welcher „unentschlossen zwischen augenzwinkernden B-Movie-Anspielungen und drastischen Gewaltdarstellungen changiert“.
Die beiden Internetwertungsportale IMDb und Rotten Tomatoes werteten The Expendables mit 6,4 Punkten und 42 %.

## Fortsetzungen
Produziert wurden bislang drei Fortsetzungen, welche alle einen erweiterten Cast präsentierten. Im Jahr 2012 erschien The Expendables 2 unter anderem mit Jean-Claude Van Damme und Chuck Norris. Zwei Jahre später fand The Expendables 3 mit neuen Darstellern wie Mel Gibson und Wesley Snipes seinen Weg in die Kinos. Ferner befand sich seit 2015 eine Fernsehserie in Produktion. Sylvester Stallone und Avi Lerner waren als Ausführende Produzenten beteiligt. Beteiligte Schauspieler wurden nicht genannt. Die Serie wurde bislang (Stand 2023) nicht realisiert.
2023 wurde The Expendables 4 veröffentlicht. Ein erster Trailer wurde im Juni 2023 veröffentlicht.

## Synchronisation
In der synchronisierten deutschen Fassung werden sowohl Stallone als auch Schwarzenegger von ihrem Stammsprecher Thomas Danneberg gesprochen. Bruce Willis und Dolph Lundgren werden üblicherweise beide von Manfred Lehmann gesprochen. In der The-Expendables-Filmreihe bekam Lundgren jedoch mit Oliver Stritzel einen anderen Sprecher, auch wenn beide Rollen keine gemeinsamen Gespräche haben.
| Rolle                    | Darsteller            | Synchronsprecher        |
| ------------------------ | --------------------- | ----------------------- |
| Barney „The Schizo“ Ross | Sylvester Stallone    | Thomas Danneberg        |
| Lee Christmas            | Jason Statham         | Thomas Nero Wolff       |
| Yin Yang                 | Jet Li                | Simon Jäger             |
| Gunnar Jensen            | Dolph Lundgren        | Oliver Stritzel         |
| James Munroe             | Eric Roberts          | Ekkehardt Belle         |
| Toll Road                | Randy Couture         | Charles Rettinghaus     |
| Paine                    | Steve Austin          | Tilo Schmitz            |
| General Garza            | David Zayas           | Abelardo Decamilli      |
| Sandra                   | Giselle Itié          | Isabel Fernández Casas  |
| Lacy                     | Charisma Carpenter    | Giuliana Jakobeit       |
| The Brit                 | Gary Daniels          | Viktor Neumann          |
| Hale Caesar              | Terry Crews           | Tobias Kluckert         |
| Tool                     | Mickey Rourke         | Reiner Schöne           |
| Pirate Leader            | Amin Joseph           | Solomon Woubayehu Ayele |
| Tall Pirate              | Senyo Amoaku          | Ayman Rehab             |
| Paul                     | Hank Amos             | Oliver Siebeck          |
| Cheyenne                 | Lauren Jones          | Julia Ziffer            |
| Mr. Church               | Bruce Willis          | Manfred Lehmann         |
| Trench                   | Arnold Schwarzenegger | Thomas Danneberg        |